# Humberly González

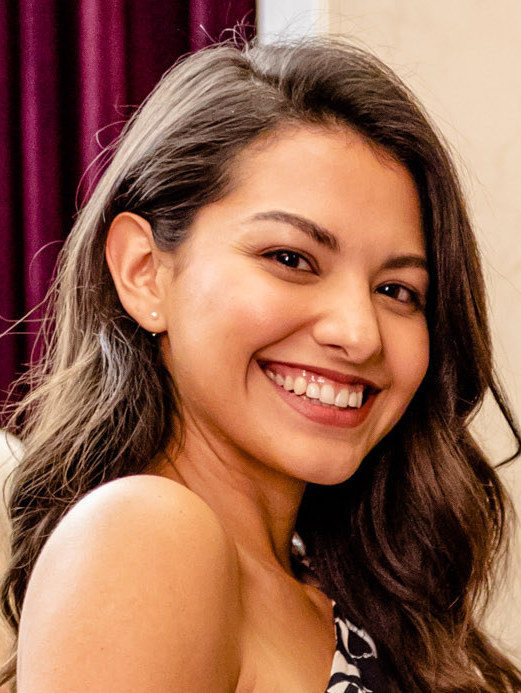
Humberly González (2020)

Humberly Vanessa González Sanchez (* 14. April 1992 in Punto Fijo, Venezuela) ist eine kanadische Schauspielerin.

## Leben und Karriere
Humberly González wurde 1992 in Punto Fijo in Venezuela geboren, wo sie den größten Teil ihrer Kindheit und Jugend verbrachte. Ihre Muttersprache ist Spanisch. Humberly hatte schon immer eine Leidenschaft für Tanzen und Singen. Später zog die Familie nach Kanada, wo die Schauspielerin ihre englischen Sprachkenntnisse zwangsläufig verbessern musste und in der neuen, kanadischen Schule erstmals mit dem Theater konfrontiert wurde. Erst ab diesem Zeitpunkt erkannte Humberly, dass die Schauspielerei für sie Zukunft haben könnte. Nach ihrem Schulabschluss hat sie sich an der National Theatre School in Montreal, Kanada beworben, wo sie auch ihre schauspielerischen Fähigkeiten verfeinerte. Während dieser Zeit hat sie alleine gelebt, weit weg von ihrer Familie und in Restaurants gearbeitet.
Kurz nach ihrem Abschluss an der National Theatre School hat sie die ersten Jahre kommerzielle Aufträge angenommen. Der erste bezahlte Auftrag war am 25. Oktober 2015 in einer Star Wars Szene in Montreal. Humberly erschien im Jahr 2015 in dem Kurzfilm It’s Not You, allerdings war es die Mini-Serie Women are from Mars im Jahr 2016, die ihren Start im Showbusiness ankündigte. Am Anfang ihrer Karriere beschränkte sich der Großteil ihrer Schauspielerei auf Nebenrollen in Serien und Filmen, wo sie ihre Fähigkeiten erweitern konnte. Der Durchbruch als internationale Schauspielerin gelang Humberly durch die Rollen der Ana in Orphan Black (2017), Vanessa in In the Dark (2019), Brooklyn 2 in Utopia Falls (2020) und Sophie Sanchez in Ginny & Georgia (2021). Im Jahr 2020 erhielt die Schauspielerin den FFTG Award für den Film We als beste internationale Schauspielerin.
Im September 2020 wurde Humberly als neuer PHILLY Angel bekannt gegeben. PHILLY Angel ist in verschiedenen Werbespots für den in Kanada sehr bekannten Streichkäse zu sehen. Humberly löste somit Linda Kash ab, die seit den 90er Jahren aus den Werbespots bekannt ist.
Humberly lebt in Toronto, Kanada.

## Filmografie

### Filme
- 2015: It’s Not You (Kurzfilm)
- 2017: FOMO (Short)
- 2017: Glory Days (Kurzfilm)
- 2017: Kodachrome
- 2018: Mariposa (Kurzfilm)
- 2018: Killer High
- 2018: We
- 2018: Blowback (Kurzfilm)
- 2019: Witches in the Woods
- 2019: Trapped: The Alex Cooper Story
- 2020: Guru (Kurzfilm)
- 2021: Nobody
- 2021: Pink Tax (Kurzfilm)
- 2021: Jib & Jab on a Quest
- 2021: Drive (Fernsehfilm)
- 2021: Christmas Explorer (Fernsehfilm)
- 2022: Stay the Night
- 2022: Fallen Angels Murder Club – Friends to Die For (Fernsehfilm)
- 2022: Fallen Angels Murder Club – Heroes and Felons (Fernsehfilm)
- 2022: A Tail of Love (Fernsehfilm)
- 2022: Schlummerland (Slumberland)
- 2023: Friends & Family Christmas (Fernsehfilm)
- 2024: Tarot – Tödliche Prophezeiung (Tarot)
- 2025: Star Trek: Sektion 31

### Fernsehserien
- 2016: Woman are from Mars (Miniserie)
- 2017: Shadowhunters (Folge 2x06)
- 2017: Orphan Black (Folgen 5x05–5x06)
- 2017: Saving Hope (Folge 5x17)
- 2017–2018: Guilt Free Zone (6 Folgen)
- 2018: The Detail (Folge 1x05)
- 2019: Workin’ Moms (Folge 3x07 und Folge 3x09)
- 2019: Blink Twice (Folge 2x02)
- 2019: Hudson & Rex (Folge 2x05)
- 2019–2020: In the Dark (10 Folgen)
- 2020: Utopia Falls (10 Folgen)
- 2020: Private Eyes (Folge 4x05)
- 2021: Nurses (7 Folgen)
- 2021–2025: Ginny & Georgia (18 Folgen)
- 2021: Debris (Folge 1x04)
- 2021: Jupiter’s Legacy (Folge 1x03 und Folge 1x08)
- 2021: Clifford the Big Red Dog (Folge 3x11)
- 2025: The Waterfront (Fernsehserie)

### Videospiele
- 2018: Starlink: Battle for Atlas (Stimme von Chase da Silva)
- 2021: Far Cry 6
- 2024: Star Wars Outlaws[6]

## Auszeichnungen
- 2020: FFTG Award für We (Beste internationale Schauspielerin)